# Bosc Comunal d'Arles
El Bosc Comunal d'Arles (en francès, oficialment, Forêt Communale d'Arles-Sur-Tech) és un bosc de domini públic del terme comunal d'Arles, a la comarca del Vallespir, de la Catalunya del Nord.
El bosc, que ocupa 1,35 km², està dividit en dos sectors diferents. El més extens és situat al sud-est de la vila d'Arles, en el vessant nord-oest del Coll de Paracolls; l'altre. un xic més petit, és a migdia de la vila, a l'entorn del Còrrec de la Senyoral.
El bosc està sotmès a una explotació gestionada per la comuna d'Arles. Té el codi identificador de l'ONF (Office National des Forêts) F16253C.